# Robert B. Gordon

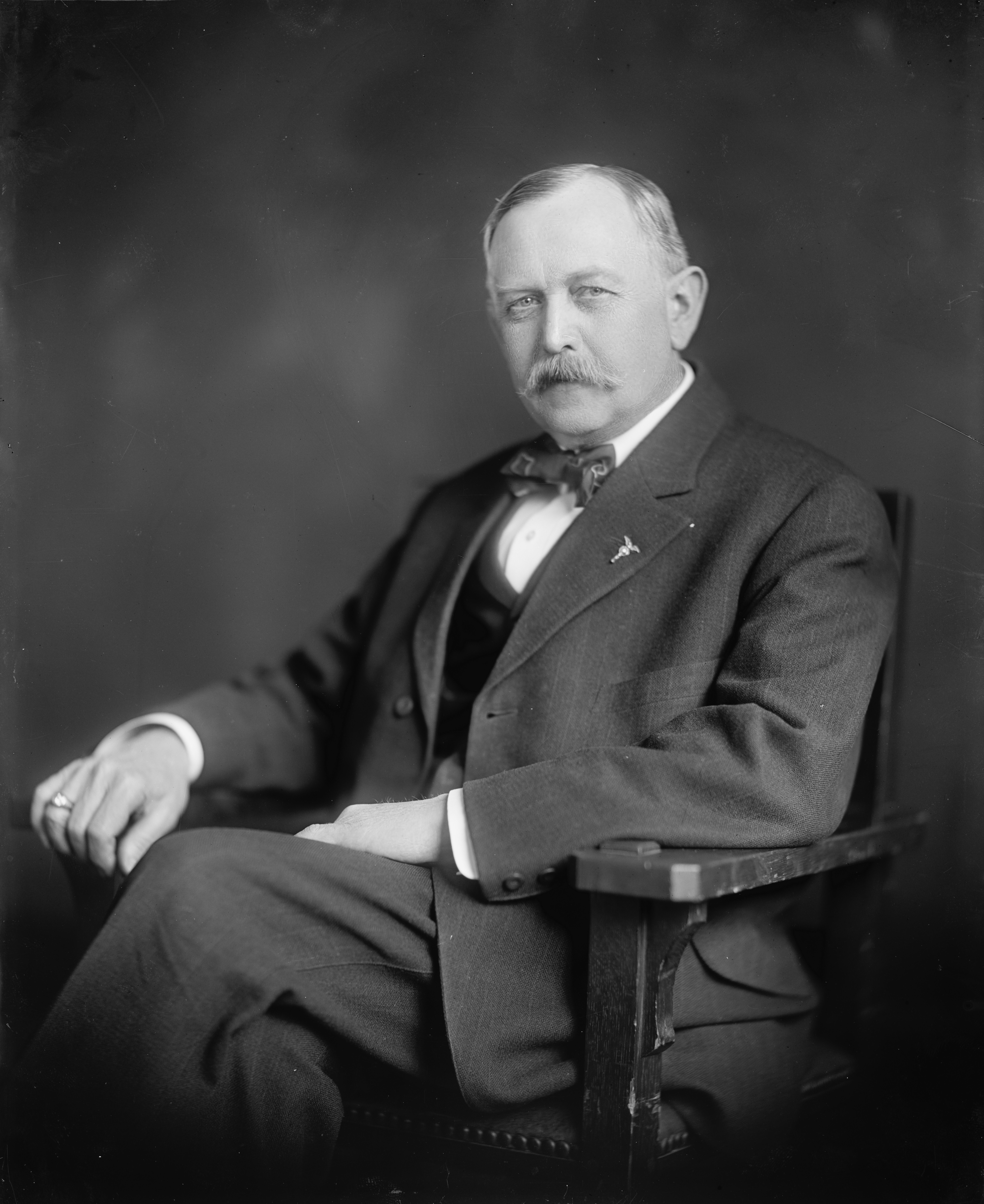
Robert B. Gordon (1903)

Robert Bryarly Gordon (* 6. August 1855 in St. Marys, Ohio; † 3. Januar 1923 in Washington, D.C.) war ein US-amerikanischer Politiker. Zwischen 1899 und 1903 vertrat er den Bundesstaat Ohio im US-Repräsentantenhaus.

## Werdegang
Robert Gordon besuchte die öffentlichen Schulen seiner Heimat. Zwischen 1885 und 1889 war er Posthalter in St. Marys; von 1890 bis 1896 war er Revisor für das Auglaize County. Politisch wurde er Mitglied der Demokratischen Partei. Im Juli 1896 war er Delegierter zur Democratic National Convention in Chicago, auf der William Jennings Bryan als Präsidentschaftskandidat nominiert wurde. Bei den Kongresswahlen des Jahres 1898 wurde Gordon im vierten Wahlbezirk von Ohio in das US-Repräsentantenhaus in Washington gewählt, wo er am 4. März 1899 die Nachfolge von George A. Marshall antrat. Nach einer Wiederwahl konnte er bis zum 3. März 1903 zwei Legislaturperioden im Kongress absolvieren.
Nach dem Ende seiner Zeit im US-Repräsentantenhaus arbeitete Robert Gordon in St. Marys im Getreide- und Mühlengeschäft. Von 1911 bis 1913 kontrollierte er den Document Room im Repräsentantenhaus; von 1913 bis 1919 übte er dort als Nachfolger von Charles F. Riddell die Funktion des Sergeant at Arms aus. Er starb am 3. Januar 1923 in Washington und wurde in St. Marys beigesetzt.